# François Aubert
Pour les articles homonymes, voir Aubert.
 (juillet 2018).
Si vous disposez d'ouvrages ou d'articles de référence ou si vous connaissez des sites web de qualité traitant du thème abordé ici, merci de compléter l'article en donnant les références utiles à sa vérifiabilité et en les liant à la section « Notes et références ».
François Aubert est un homme politique français né le 1er septembre 1736 à Troyes (Aube) et décédé le 15 décembre 1820 à Paris.

## Biographie
Commissaire adjoint aux impositions de l'élection de Troyes en 1761, aux côtés de son oncle, il devient commissaire général des impositions à Beauvais en 1772, puis dans l'élection de Paris. Il est subdélégué de Paris et fait partie de l'assemblée provinciale de Corbeil en 1787. En 1790, il est nommé directeur du bureau des comités ecclésiastiques et des domaines nationaux, puis du chef du bureau des contributions en 1791. Il est élu député de la Seine au Conseil des Cinq-Cents le 25 germinal an VI, puis passe au corps législatif jusqu'en 1802. Il est régisseur de l'octroi de Paris jusqu'en 1815.[réf. nécessaire]